# Jesse Pintado
Jesus "Jesse" Ernesto Pintado Andrade  (12 de julho de 1969 – 27 de agosto de 2006) foi um guitarrista mexicano de metal extremo. Foi conhecido por seu trabalho em bandas pioneiras do grindcore/death metal como Terrorizer e Napalm Death. Jesse Pintado é creditado por cunhar o termo "grindcore" pela primeira vez (em 1983), descrevendo-o como uma mistura de "barulho e caos" sobre a música que vinha desenvolvendo na época.

## Discografia

### Terrorizer
- World Downfall (1989)
- Darker Days Ahead (2006)

### Napalm Death
- Harmony Corruption (1990)
- Utopia Banished (1992)
- Fear, Emptiness, Despair (1994)
- Diatribes (1996)
- Inside the Torn Apart (1997)
- Words from the Exit Wound (1998)
- Enemy of the Music Business (2000)

### Lock Up
- Pleasures Pave Sewers (CD, 1999)
- Hate Breeds Suffering (CD, 2002)

### Resistant Culture
- Welcome To Reality (CD, 2005)

### Brujeria
- Brujerizmo (CD, 2000)